# المعهد العالي للتربية والتكوين المستمر
المعهد العالي للتربية والتكوين المستمر هو مؤسّسة تعليم عالي تم إنشاؤه بموجب القانون 82-91 في 31 ديسمبر من سنة 1983 . يختص المعهد بتكوين وتدريب المعلّمين.